# Fête de la libération

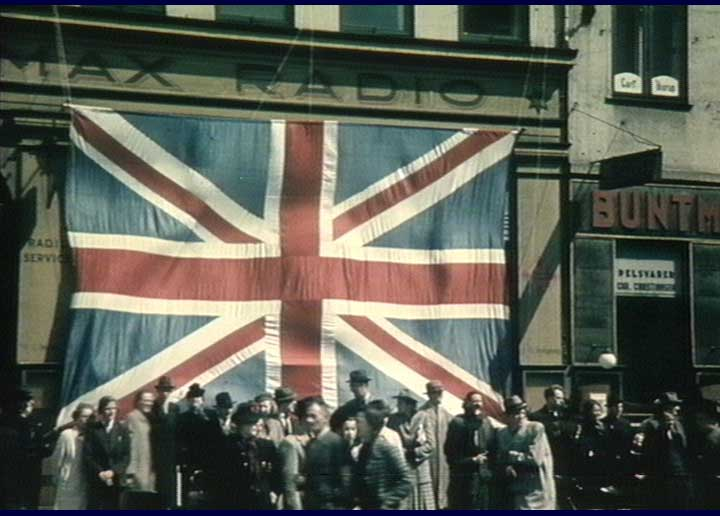
drapeau anglais le 5 mai 1945 pour célébrer la libération des Pays-Bas de l'Allemagne nazie

La Fête de la libération ou  Jour de la libération ("Liberation Day" en anglais) se réfère à différentes journées nationales destinées à souligner l'indépendance ou l'unité nationale.
La date choisie dans chaque pays commémore en général un événement important pour l'indépendance ou l'unité nationale.

## Fête de la libération dans différents pays
| Pays                                       | Nom                     | Date        | Référence                                                                        |
| ------------------------------------------ | ----------------------- | ----------- | -------------------------------------------------------------------------------- |
| Albanie                                    | Dita e Çlirimit         | 29 novembre |                                                                                  |
| Afghanistan                                |                         | 15 février  |                                                                                  |
| Bangladesh                                 |                         | 16 décembre | Acte de capitulation du Pakistan signé à Dacca en 1971                           |
| Bulgarie                                   |                         | 3 mars      | Traité de San Stefano en 1878                                                    |
| Corée du Nord et Corée du Sud              |                         | 15 août     | 1945                                                                             |
| Cuba                                       |                         | 1er janvier | 1959                                                                             |
| Danemark                                   |                         | 5 mai       | 1945                                                                             |
| Éthiopie                                   |                         | 5 mai       | 1941                                                                             |
| Géorgie du Sud-et-les Îles Sandwich du Sud | Liberation Day          | 14 juin     | Fin de la Guerre des Malouines en 1982                                           |
| Goa                                        |                         | 19 décembre | 1961                                                                             |
| Guam                                       |                         | 21 juillet  | 1944                                                                             |
| Îles Malouines                             | Liberation Day          | 14 juin     | Fin de la Guerre des Malouines en 1982                                           |
| Inde                                       |                         | 15 août     | 1947                                                                             |
| Italie                                     | Festa della Liberazione | 25 avril    | 1945                                                                             |
| Jersey                                     | Jour d'la Libéthâtion   | 9 mai       | 1945                                                                             |
| Koweït                                     |                         | 26 février  | 1991                                                                             |
| Mali                                       |                         | 19 novembre |                                                                                  |
| Nicaragua                                  |                         | 19 juillet  |                                                                                  |
| Norvège                                    | Frigjøringsdagen        | 8 mai       | 1945                                                                             |
| Pakistan                                   |                         | 14 août     | 1947                                                                             |
| Pays-Bas                                   | Bevrijdingsdag          | 5 mai       | 1945                                                                             |
| Rwanda                                     |                         | 4 juillet   |                                                                                  |
| Togo                                       |                         | 14 janvier  | 1e coup d'état militaire en Afrique par l'assassinat de Sylvanus Olympio en 1963 |